# The Crests
The Crests waren eine US-amerikanische Doo-Wop-Gesangsgruppe.

## Geschichte
Die Original-Formation wurde Mitte der 50er Jahre in New York gegründet. Gründungsmitglieder waren JT Carter, Harold Torres, Talmadge Gough und Patricia Vandross, die ältere Schwester des späteren R&B-Künstlers Luther Vandross. JT fand noch den Sänger Johnny Mastrangelo (später Johnny Maestro) der durch seine markante Stimme hauptsächlich zum Erfolg der Crests beitrug. Zu diesem Zeitpunkt hatte Patricia Vandross die Gruppe bereits verlassen, angeblich weil sie zu jung war um Konzerttouren zu machen. 1957 bekam das Quartett einen Schallplatten-Vertrag bei Joyce Records und veröffentlichte als erstes den Song Sweetest One / My Juanita. Ab 1958 wechselte die Gruppe zu Coed Records und die Hits folgen: Sixteen Candles wurde ein Bestseller.
Der Erfolg der Crests hielt bis 1960 an. Dann verließ der Leadsänger Johnny Maestro die Gruppe, um sich als Solist zu versuchen. Der Sänger James Ancrum ersetzte ihn. Mit ihm hatten die Crests nochmal einen Achtungserfolg mit dem Song Little Miracles. Jedoch erreichte diese Single entgegen der vorherigen Songs als erste die Top 100 nicht. Talmadge Gough verließ hiernach die Gruppe und wurde durch Gary Lewis (nicht der Gary Lewis von Gary Lewis & The Playboys) ersetzt. Danach zerbrach die Gruppe. Johnny Maestro hatte 1969 noch einen Millionenseller als Sänger der Band Brooklyn Bridge.
Im Jahr 2004 wurde die Gruppe in die Vocal Group Hall of Fame aufgenommen. Johnny Maestro starb am 24. März 2010 infolge einer Krebserkrankung.

## Mitglieder
- Johnny Maestro
- Jay T. Carter
- Harold Torres
- Talmadge Gough
- Patricia Vandross

## Diskografie
| Jahr                                | Titel Album            | Höchstplatzierung, Gesamtwochen, AuszeichnungChartplatzierungen (Jahr, Titel, Album, Platzierungen, Wochen, Auszeichnungen, Anmerkungen) | Höchstplatzierung, Gesamtwochen, AuszeichnungChartplatzierungen (Jahr, Titel, Album, Platzierungen, Wochen, Auszeichnungen, Anmerkungen) | Anmerkungen |
| Jahr                                | Titel Album            | US | R&B | Anmerkungen |
| ----------------------------------- | ---------------------- | --- | --- | ----------- |
| The Crests                          |                        | | |             |
|                                     |                        | | |             |
| 1957                                | Sweetest One           | US86 (2 Wo.)US | — |             |
| 1958                                | 16 Candles             | US2 (2 Wo.)US | R&B4 (11 Wo.)R&B | Coed 506    |
| 1959                                | Six Nights A Week      | US28 (13 Wo.)US | — | Coed 509    |
| 1959                                | Flower Of Love         | US79 (6 Wo.)US | — |             |
| 1959                                | The Angels Listened In | US22 (16 Wo.)US | R&B14 (8 Wo.)R&B | Coed 515    |
| 1959                                | A Year Ago Tonight     | US42 (10 Wo.)US | — | Coed 521    |
| 1960                                | Step By Step           | US14 (15 Wo.)US | — | Coed 525    |
| 1960                                | Trouble In Paradise    | US20 (13 Wo.)US | — | Coed 525    |
| The Crests featuring Johnny Maestro |                        | | |             |
|                                     |                        | | |             |
| 1960                                | Journey of Love        | US81 (4 Wo.)US | — | Coed 535    |
| 1960                                | Isn’t It Amazing       | US100 (1 Wo.)US | — | Coed 537    |
| 1961                                | What A Surprise        | — | R&B33 (8 Wo.)R&B |             |

Weitere Singles
- 1957: No One To Love
- 1958: Pretty Little Angel
- 1960: I’ll Remember (In The Still Of The Night)
- 1960: Say It Isn’t So
- 1961: Little Miracles
- 1961: Model Girl
- 1962: The Actor
- 1962: Guilty
- 1963: Did I Remember
- 1964: A Love To Last A Lifetime